# Любош Кубік
Любош Кубік (чеськ. Luboš Kubík, нар. 20 січня 1964, Високе Мито) — чехословацький і чеський футболіст, що грав на позиції півзахисника. По завершенні ігрової кар'єри — тренер. Відомий за виступами за чеський клуб «Славія», італійський клуб «Фіорентина», французький клуб «Мец», клуби США «Чикаго Файр» і «Даллас», а також збірні Чехословаччини та Чехії. Володар Кубка Чехії. Чемпіон MLS, дворазовий володар Відкритого кубка США.

## Клубна кар'єра
Любош Кубік народився в місті Високе Мито. У команді майстрів дебютував 1981 року виступами за команду «Градець-Кралове», в якій грав до 1983 року, взявши участь у 28 матчах чемпіонату. У 1983 році Кубік став гравцем одного із найсильніших клубів Чехословаччини «Славія» з Праги, де швидко став одним із гравців основного команди. У складі празького клубу грав до кінця 1988 року, зіграв у складі «Славії» 133 матчі чемпіонату.
На початку 1989 року Любош Кубік став гравцем італійського клубу «Фіорентина», у складі якого грав до 1991 року, та зіграв у його складі 50 матчів. У 1991 році Кубік став гравцем французького клубу «Мец», в якому грав до 1993 року. У 1994—1995 роках Любош Кубік грав у складі німецького клубу «Нюрнберг».
У 1995 році футболіст повернувся на батьківщину, де став гравцем клубу «Дрновіце». Наступного року Кубік повернувся до свого колишнього клубу «Славія», у складі якого став володарем Кубка Чехії. У середині 1997 року футболіст перейшов до іншого чеського клубу «Атлантик» (Лазне-Богданеч), проте вже на початку 1998 року він перейшов до клубу MLS «Чикаго Файр». У цьому ж році футболіст у складі чиказької команди став чемпіоном MLS та володарем Відкритого кубка США, у цьому ж році, а також наступного сезону входив до символічної збірної ліги. У 2000 році Любош Кубік удруге став володарем Відкритого кубка США. На початку 2001 року Кубіка обміняли на українського футболіста Сергія Даніва до іншого клубу MLS «Даллас». Після закінчення регулярного сезону ліги Любош Кубік завершив виступи на футбольних полях у 2001 році.

## Виступи за збірні
У 1983 році Любош Кубік грав у складі молодіжної збірної Чехословаччини на тогорічному молодіжному чемпіонаті світу.
У 1985 році Кубік дебютував у складі національної збірної Чехословаччини. У складі збірної був учасником чемпіонату світу 1990 року в Італії, де чехословацька команда дісталась чвертьфіналу. За чехословацьку збірну до кінця 19993 року зіграв 39 матчів, у яких відзначився 10 забитими м'ячами.
З 1994 року Любош Кубік грав у складі збірної Чехії. у складі чеської збірної грав на чемпіонаті Європи 1996 року в Англії, де разом з командою здобув «срібло». У складі збірної Чехії грав до 1997 року, провів у її формі 17 матчів, забивши 3 голи.

## Кар'єра тренера
У 2005 році Любош Кубік розпочав тренерську кар'єру, очоливши тренерський штаб чеського клубу «Градець-Кралове». Наступного року колишній футболіст очолив польський клуб «Шльонськ», а в другій половині 2006 року очолив англійський клуб «Торкі Юнайтед». На початку 2007 року Кубік очолив чеський клуб «Тиністе над Орлічі», а в кінці року увійшов до тренерського штабу молодіжної збірної США. У 2010 році Любош Кубік працював одним із тренерів національної збірної США.
| Дата       | Місто                 | Господарі         | Результат | Гості          | Турнір                        | Голи | Примітки |
| ---------- | --------------------- | ----------------- | --------- | -------------- | ----------------------------- | ---- | -------- |
| 5-6-1985   | Стокгольм             | Швеція            | 2 – 0     | Чехословаччина | Відбір до ЧС 1986             | -    |          |
| 4-9-1985   | Брно                  | Чехословаччина    | 3 – 1     | Польща         | товариський матч              | 1    |          |
| 27-5-1986  | Рейк'явік             | Чехословаччина    | 0 – 1     | Ірландія       | Iceland Triangular Tournament | -    | 56'      |
| 29-5-1986  | Рейк'явік             | Ісландія          | 1 – 2     | Чехословаччина | Iceland Triangular Tournament | -    | 62'      |
| 3-8-1986   | Мельбурн              | Австралія         | 1 – 1     | Чехословаччина | товариський матч              | -    | 50'      |
| 6-8-1986   | Аделаїда              | Австралія         | 0 – 1     | Чехословаччина | товариський матч              | -    |          |
| 3-8-1986   | Мельбурн              | Австралія         | 0 – 3     | Чехословаччина | товариський матч              | 2    |          |
| 10-9-1986  | Прага                 | Чехословаччина    | 1 – 0     | Нідерланди     | товариський матч              | -    | 86'      |
| 15-10-1986 | Брно                  | Чехословаччина    | 3 – 0     | Фінляндія      | Відбір до ЧЄ 1988             | -    | 76'      |
| 12-11-1986 | Братислава            | Чехословаччина    | 0 – 0     | Данія          | Відбір до ЧЄ 1988             | -    | 75'      |
| 25-3-1987  | Прага                 | Швейцарія         | 1 – 2     | Чехословаччина | товариський матч              | 2    | 88'      |
| 29-4-1987  | Рексем                | Уельс             | 1 – 1     | Чехословаччина | Відбір до ЧЄ 1988             | -    | ЖК       |
| 13-5-1987  | Бранденбург-на-Гафелі | НДР               | 2 – 0     | Чехословаччина | товариський матч              | -    | 72'      |
| 3-6-1987   | Копенгаген            | Данія             | 1 – 1     | Чехословаччина | Відбір до ЧЄ 1988             | -    |          |
| 9-9-1987   | Гельсінкі             | Фінляндія         | 3 – 0     | Чехословаччина | Відбір до ЧЄ 1988             | -    | 64'      |
| 24-2-1988  | Малага                | Іспанія           | 1 – 2     | Чехословаччина | товариський матч              | 1    |          |
| 23-3-1988  | Софія (місто)         | Болгарія          | 2 – 0     | Чехословаччина | товариський матч              | -    | 56'      |
| 27-4-1988  | Трнава                | Чехословаччина    | 1 – 1     | СРСР           | товариський матч              | -    |          |
| 1-6-1988   | Орхус                 | Данія             | 0 – 1     | Чехословаччина | товариський матч              | 1    | ЖК       |
| 25-4-1990  | Лондон                | Англія            | 4 – 2     | Чехословаччина | товариський матч              | 1    |          |
| 26-5-1990  | Дюссельдорф           | ФРН               | 1 – 0     | Чехословаччина | товариський матч              | -    | 46'      |
| 10-6-1990  | Флоренція             | Чехословаччина    | 5 – 1     | США            | ЧС 1990 - 1-й етап            | -    | 30'      |
| 15-6-1990  | Флоренція             | Чехословаччина    | 1 – 0     | Австрія        | ЧС 1990 - 1-й етап            | -    | 62'      |
| 23-6-1990  | Барі                  | Чехословаччина    | 4 – 1     | Коста-Рика     | ЧС 1990 - 1/8 фіналу          | 1    |          |
| 1-7-1990   | Мілан                 | Чехословаччина    | 0 – 1     | ФРН            | ЧС 1990 - чвертьфінал         | -    | 80'      |
| 26-9-1990  | Кошиці                | Чехословаччина    | 1 – 0     | Ісландія       | Відбір до ЧЄ 1992             | -    | 71'      |
| 13-10-1990 | Париж                 | Франція           | 2 – 1     | Чехословаччина | Відбір до ЧЄ 1992             | -    | 51' 86'  |
| 27-3-1991  | Оломоуць              | Чехословаччина    | 4 – 0     | Польща         | товариський матч              | -    |          |
| 1-5-1991   | Тирана                | Албанія           | 0 – 2     | Чехословаччина | Відбір до ЧЄ 1988             | 1    | 65'      |
| 5-6-1991   | Рейк'явік             | Ісландія          | 0 – 1     | Чехословаччина | Відбір до ЧЄ 1992             | -    | 60'      |
| 25-9-1991  | Осло                  | Норвегія          | 2 – 3     | Чехословаччина | Відбір до ЧЄ 1992             | -    | ЖК       |
| 4-1-1992   | Каїр                  | Єгипет            | 2 – 0     | Чехословаччина | товариський матч              | -    |          |
| 25-3-1992  | Прага                 | Чехословаччина    | 2 – 2     | Англія         | товариський матч              | -    |          |
| 22-4-1992  | Прага                 | Чехословаччина    | 1 – 1     | Німеччина      | товариський матч              | -    | 67'      |
| 19-8-1992  | Братислава            | Чехословаччина    | 2 – 2     | Австрія        | товариський матч              | -    | 55' 62'  |
| 2-9-1992   | Прага                 | Чехословаччина    | 1 – 2     | Бельгія        | Відбір до ЧС 1994             | -    | 68'      |
| 28-4-1993  | Острава               | Чехословаччина    | 1 – 1     | Уельс          | Відбір до ЧС 1994             | -    |          |
| 2-6-1993   | Кошиці                | Чехословаччина    | 5 – 2     | Румунія        | Відбір до ЧС 1994             | -    | 46'      |
| 16-6-1993  | Тофтір                | Фарерські острови | 0 – 3     | Чехословаччина | Відбір до ЧС 1994             | -    | 54'      |
| Усього     |                       | Матчів            | 39        |                | Голів                         | 10   |          |

## Титули і досягнення
- Срібний призер Чемпіонату Європи (1): 1996
- Володар Кубка Чехії (1):

«Славія»: 1996–1997
- Чемпіон MLS (1):

«Чикаго Файр»: 1998
- Переможець Відкритого кубка США (2):

«Чикаго Файр»: 1998, 2000